# Oxytauchira aurora
Oxytauchira aurora är en insektsart som först beskrevs av Brunner von Wattenwyl 1893.  Oxytauchira aurora ingår i släktet Oxytauchira och familjen gräshoppor. Inga underarter finns listade i Catalogue of Life.